# Keisuke Ota (1981)
Keisuke Ota (太田 圭輔 Ōta Keisuke?, nacido el 23 de julio de 1981 en Hamakita (actualmente Hamamatsu), Shizuoka) es un exfutbolista japonés. Jugaba de centrocampista y su último club fue el FC Gifu de Japón.

## Trayectoria

### Clubes
| Club             | País  | Año         |
| ---------------- | ----- | ----------- |
| Shimizu S-Pulse  | Japón | 2000 - 2007 |
| Ventforet Kofu   | Japón | 2001        |
| Kashiwa Reysol   | Japón | 2007 - 2009 |
| JEF United Chiba | Japón | 2009 - 2011 |
| Tokushima Vortis | Japón | 2012 - 2013 |
| FC Gifu          | Japón | 2014 - 2015 |

## Estadística de carrera

### J. League
| Club             | Año   | J. League | J. League | Copa J. League | Copa J. League | Total | Total |
| Club             | Año   | Part.     | Goles     | Part.          | Goles          | Part. | Goles |
| ---------------- | ----- | --------- | --------- | -------------- | -------------- | ----- | ----- |
| Shimizu S-Pulse  | 2000  | 0         | 0         | 0              | 0              | 0     | 0     |
| Ventforet Kofu   | 2001  | 43        | 11        | 2              | 0              | 45    | 11    |
| Shimizu S-Pulse  | 2002  | 2         | 0         | 6              | 1              | 8     | 1     |
| Shimizu S-Pulse  | 2003  | 8         | 0         | 1              | 1              | 9     | 1     |
| Shimizu S-Pulse  | 2004  | 29        | 1         | 7              | 0              | 36    | 1     |
| Shimizu S-Pulse  | 2005  | 17        | 3         | 2              | 1              | 19    | 4     |
| Shimizu S-Pulse  | 2006  | 2         | 0         | 2              | 1              | 4     | 1     |
| Shimizu S-Pulse  | 2007  | 2         | 0         | 2              | 2              | 4     | 2     |
| Kashiwa Reysol   | 2007  | 16        | 3         | 0              | 0              | 16    | 3     |
| Kashiwa Reysol   | 2008  | 34        | 6         | 6              | 1              | 40    | 7     |
| Kashiwa Reysol   | 2009  | 7         | 0         | 3              | 0              | 10    | 0     |
| JEF United Chiba | 2009  | 11        | 0         | -              | -              | 11    | 0     |
| JEF United Chiba | 2010  | 18        | 0         | -              | -              | 18    | 0     |
| JEF United Chiba | 2011  | 19        | 0         | -              | -              | 19    | 0     |
| Tokushima Vortis | 2012  | 20        | 0         | -              | -              | 20    | 0     |
| Tokushima Vortis | 2013  | 11        | 0         | -              | -              | 11    | 0     |
| FC Gifu          | 2014  | 26        | 1         | -              | -              | 26    | 1     |
| FC Gifu          | 2015  | 12        | 0         | -              | -              | 12    | 0     |
| Total            | Total | 277       | 25        | 31             | 7              | 308   | 32    |